# Ehretia urceolata
Ehretia urceolata là loài thực vật có hoa trong họ Ehretiaceae. Loài này được W.Fitzg. mô tả khoa học đầu tiên năm 1918.